# Regim
Regim (ytterst av latinets regere, ’styra’, ’leda’) kan den eller de personer som styr en stat, till exempel en ministär, kallas. Regimen kallas också den tid som en viss ledning innehaft makten, dennas styrelsesätt (till exempel ”kommunistregimen”) eller används rentav som synonym till ledning. Ordet kan även syfta på ledningen av till exempel ett företag, institution eller liknande. Språkvetaren Lars-Gunnar Andersson skrev i en språkspalt på Göteborgs-Posten år 2016 att "det är definitivt bra att veta att regim i dag är ett negativt värdeladdat ord."
Vidare kan det avse ordning som tillämpas med hänsyn till livsföring.